# Notomys mitchellii
Espèce
Statut de conservation UICN

 LC  : Préoccupation mineure
Statut CITES
Notomys mitchelli est une espèce de rongeur de la famille des Muridés. Ils se caractérisent par leurs longues pattes arrière similaires à celles des kangourous.